# Judith Goetz
Judith Goetz (geboren am 10. Juni 1983 in Wien) ist eine österreichische Literatur- und Politikwissenschaftlerin, Gender-Forscherin, politische Bildnerin und Rechtsextremismusexpertin.

## Leben
Goetz studierte von 2001 bis 2010 Romanistik, Vergleichende Literaturwissenschaft und Politikwissenschaft an den Universitäten Klagenfurt, Wien und Buenos Aires. Ihre Diplomarbeit unter dem Titel „Bücher gegen das Vergessen“ widmete sie der Kärntnerslowenischen Literatur über Widerstand und Verfolgung im Kontext der Holocaustautobiographie.
Goetz war während ihres Studiums Referentin für feministische Politik der Bundesvertretung der Österreichischen Hochschülerinnen- und Hochschülerschaft. Ab 2012 war sie Lehrbeauftragte für die Universitäten Graz, Klagenfurt, Salzburg und Wien. 2016/2017 war sie Referentin für politische Bildung an der Grünen Bildungswerkstatt. Von 2017 bis 2021 war Goetz als Universitätsassistentin am Lehrstuhl für die Didaktik der Politischen Bildung am Zentrum für LehrerInnenbildung der Universität Wien beschäftigt, 2022 wechselte sie zum Lehr- und Forschungsbereich Soziale und außerschulische politische Bildung ans Institut für Erziehungswissenschaft der Universität Innsbruck.
Ihre Forschungsschwerpunkte sind Feministische Theorie, geschlechterreflektierte Perspektiven auf Rechtsextremismus, Antifeminismus, Gedenkpolitik, Gedenkkultur und Antisemitismus. So beschäftigt sie sich u. a. mit Mädelschaften, Antifeminismus bei Burschenschaftern sowie der türkisblauen Regierung, mit den Geschlechterbildern und -politiken der Identitären sowie den Kommunikationsmittel- und Medienstrategien der Identitären.
Goetz ist Mitglied der Redaktion Context XXI und der LICRA (Liga gegen Rassismus und Antisemitismus) und seit 2018 außerdem Mitglied der Österreichischen Gesellschaft für Politikwissenschaft.  Als Mitglied der Forschungsgruppe Ideologien und Politiken der Ungleichheit (FIPU) war sie am 2014 erschienenen Buch Rechtsextremismus – Band 1: Entwicklungen und Analysen beteiligt. Darin setzte sie sich – unter dem Titel Ausgetanzt! – kritisch mit den Protesten gegen den WKR-Ball in Wien auseinander. Neben den Anschlussbänden von 2016 (Rechtsextremismus – Band 2: Prävention und politische Bildung) und 2019 (Rechtsextremismus – Band 3: Geschlechterreflektierte Perspektiven), ist Goetz Autorin und (Mit-)Herausgeberin der vierten Bandes der Forschungsgruppe Rechtsextremismus – Band 4: Herausforderungen für den Journalismus. Gemeinsam mit Helga Amesberger, Brigitte Halbmayr und Dirk Lange gab sie außerdem 2021 den Sammelband Kontinuitäten der Stigmatisierung von ,Asozialität': Perspektiven gesellschaftskritischer Politischer Bildung heraus, für den sie mehrere Beiträge verfasste.
2004 kandidierte Goetz als Spitzenkandidatin der KPÖ bei den Kärntner Landtagswahlen.

## Auszeichnungen
- 2011 Herbert-Steiner-Preis des Dokumentationsarchivs des österreichischen Widerstandes (Anerkennungspreis)
- 2012 Theodor-Körner-Preis für Geistes- und Kulturwissenschaften
- 2020 Johanna Dohnal Förderpreis
- 2024 Maria-Ducia-Forschungspreis[18]

## Publikationen (Auswahl)
- als Autorin und Herausgeberin mit der Forschungsgruppe Ideologien und Politiken der Ungleichheit (Wien) und Markus Sulzbacher: Rechtsextremismus Band 4: Herausforderungen für den Journalismus. Mandelbaum, Wien 2021, ISBN 978-3-85476-903-3
- als Autorin und Herausgeberin mit Helga Amesberger, Brigitte Halbmayr und Dirk Lange: Kontinuitäten der Stigmatisierung von ,Asozialität' : Perspektiven gesellschaftskritischer Politischer Bildung. Springer VS, Wiesbaden 2021, ISBN 978-3-658-32449-0
- als Verfasserin in Forschungsgruppe Ideologien und Politiken der Ungleichheit (Wien) (Hrsg.): Rechtsextremismus. Band 3: Geschlechterreflektierte Perspektiven. Mandelbaum, Wien 2019, ISBN 978-3-85476-683-4.
- als Herausgeberin mit Joseph Maria Sedlacek und Alexander Winkler: Untergangster des Abendlandes. Ideologie und Rezeption der rechtsextremen „Identitären“. Marta Press, Hamburg 2017, ISBN 978-3-944442-68-6.
- als Verfasserin in Forschungsgruppe Ideologien und Politiken der Ungleichheit (Wien) (Hrsg.): Rechtsextremismus. Band 2: Prävention und politische Bildung. Mandelbaum, Wien 2016, ISBN 978-3-85476-648-3.
- als Verfasserin in Forschungsgruppe Ideologien und Politiken der Ungleichheit (Wien) (Hrsg.): Rechtsextremismus. Band 1: Entwicklungen und Analysen. Mandelbaum, Wien 2014, ISBN 978-3-85476-637-7.
- Bücher gegen das Vergessen. Kärntnerslowenische Literatur über Widerstand und Verfolgung. Kitab-Verlag, Klagenfurt/Wien 2012, ISBN 978-3-902585-94-3.
- als Herausgeberin mit Thomas Wallerberger und Alexander Emanuely: Exil. Literatur und Gedächtnis. Ein Lesebuch. Verlag der Theodor-Kramer-Gesellschaft, Wien 2012, ISBN 978-3-901602-47-4.
- als Herausgeberin mit Alexander Emanuely: MÄRZ. Literatur und Gedächtnis. März 1938. Ein Lesebuch. Verlag der Theodor Kramer Gesellschaft, Wien 2011, ISBN 978-3-901602-44-3.